# Jozef Hal’ko (püspök)
(ifjabb) Jozef Haľko (Pozsony, 1964. május 10. –) szlovák katolikus pap, a Pozsonyi főegyházmegye segédpüspöke, serrai címzetes püspök, a Comenius Egyetem Cirill-Metód Teológiai Karának egyháztörténeti professzora.

## Élete
Idősebb Jozef Hal’ko, az egyik első pozsonyi görögkatolikus pap unokájaként született. Gimnáziumi tanulmányait követően a pozsonyi Pozsonyi Közgazdaságtudományi Egyetemen tanult tovább. Közgazdasági tanulmányait követően a Comenius Egyetem Hittudományi Karán próbálta folytatni tanulmányait. Pályázatait azonban a szocialista rezsim elutasította. Ezután a pozsonyi vízműben kétkezi munkásként, és egy szociális intézetben gondozóként kezdett dolgozni. 
A bársonyos forradalom után 1990-ben a Comenius Egyetem Teológiai Karán kezdte tanulmányait. Tanulmányait a római Szent Kereszt Pápai Egyetemen végezte. Ján Sokol, Nagyszombat metropolita érseke 1994. július 4-én szentelte pappá Haľkot a városi Keresztelő Szent János-székesegyházban. 1997 októberében a pozsonyi Szent Márton-dóm káplánjává nevezték ki, és a magyar etnikai és nyelvi kisebbség lelkipásztori gondozásával bízták meg. Emellett a Hittudományi Kar Egyháztörténeti Tanszékén kezdett dolgozni, ahol tanulmányait is megkezdte. Írt forgatókönyveket az STV-nek, kísérő kommentátor volt a Vatikánból sugárzott miséken, és együttműködött a cseh katolikus TV Noeval is. Közreműködött tudományos folyóiratokban, és rendszeresen közreműködött a Vatikáni Rádió szlovákiai adásában.
2000-ben fejezte be doktori tanulmányait egyháztörténet témakörben a Pápai Szent Kereszt Egyetemen, majd 2006-ban a Comenius Egyetem Teológiai Karának docense lett. 2008-tól az újonnan megalakult Pozsonyi főegyházmegye médiaosztályát vezette, annak szóvivőjeként. 2009-ben XVI. Benedek pápa Monsignore-nak nevezte ki – Őszentsége káplánjának.
2009 és 2010 között koordinálta a Szent Márton-dómban a földalatti szintek kutatását, ami Pázmány Péter nyughelyének azonosításához vezetett. 2013 februárjában e kutatás alapján az Egyetem jóváhagyta a Hittudományi Kar által benyújtott professzori pályázatot, majd a katolikus teológia professzorává nevezték ki. Ivan Gašparovič, Szlovákia elnöke 2013 novemberében professzorrá nevezte ki.

## Püspöki pályafutása
2012. január 31-én XVI. Benedek pápa Haľkót a Pozsonyi főegyházmegye első segédpüspökévé és Serra címzetes püspökévé nevezte ki. 2012. március 17-én szentelték fel a Szent Márton-székesegyházban, a főszentelője Stanislav Zvolenský érsek volt, a két társszentelője pedig Mario Giordana apostoli nuncius és Jozef Tomko, a  Népevangelizációs Kongregáció prefektus emeritusa . 2012. március 21-én a főegyházmegye általános helynökévé is kinevezték. A Szlovák Püspöki Konferencián belül Haľko elnökölte a Külhoni Szlovákok Tanácsát, valamint a Migránsok és Menekültek Tanácsát. 2012 novembere óta Haľko a COMECE konferencia delegáltja.

## A közösségi média
Püspökként Haľko lelkipásztori tevékenységet folytat a közösségi médiában, nevezetesen a YouTube-on és a Facebookon. Fő tartalma egy Na minútku (Egy percre) heti sorozat, ahol rövid, egyperces evangéliumi részeket és prédikációkat oszt meg a jövő vasárnapi evangéliumból, valamint beszámol itthon és külföldön végzett lelkipásztori tevékenységeiről, valamint érdekes tényekről és tanulságokról. az egyház történetéből.

## Fordítás
Ez a szócikk részben vagy egészben  a   Jozef Haľko című angol Wikipédia-szócikk ezen változatának fordításán alapul.  Az eredeti cikk szerkesztőit annak laptörténete sorolja fel. Ez a jelzés csupán a megfogalmazás eredetét és a szerzői jogokat jelzi, nem szolgál a cikkben szereplő információk forrásmegjelöléseként.

## Kritika
2022 januárjában Jozef Haľko kritikát kapott, miután kommentálta az RTVS közszolgálati műsorszolgáltató által sugárzott Priznanie című sorozat első epizódját. A Facebookon egy videóban a sorozatban szereplő két nő romantikus csókját és szerelmének a kifejezését a marxista ideológiai propagandához és manipulációhoz hasonlította. A sorozatot "homoszexuális propagandának" nevezte, és hozzátette, hogy "nagyon káros vagy akár pusztító is lehet" a fiatalok számára. Nyilatkozatában többször is „problémának” nevezte a homoszexuális irányultságot. Hozzátette, hogy a meleg párok szerelmi megnyilvánulásai nem tartoznak a képernyőre.